# Villa de San Francisco
Villa de San Francisco est une municipalité du Honduras, située dans le département de Francisco Morazán. Elle est fondée en 1923. La municipalité de Villa de San Francisco comprend 5 villages et 18 hameaux.

## Source de la traduction
- (en) Cet article est partiellement ou en totalité issu de l’article de Wikipédia en anglais intitulé « Villa de San Francisco » (voir la liste des auteurs).